# Einar Landvik
Einar Aslaksen Landvik (ur. 25 marca 1898 w Kviteseid, zm. 27 listopada 1993 w Tinn) – norweski narciarz klasyczny, brązowy medalista mistrzostw świata w kombinacji norweskiej.

## Kariera
Uczestniczył w zawodach w latach 20. XX wieku. Największy sukces w swojej karierze osiągnął w 1926 roku, kiedy na mistrzostwach świata w Lahti wywalczył brązowy medal w kombinacji norweskiej. Wyprzedzili go tylko dwaj rodacy: zwycięzca Johan Grøttumsbråten oraz srebrny medalista Thorleif Haug. Na tych samych mistrzostwach zajął także osiemnaste miejsce w skokach.
Rok wcześniej brał udział w igrzyskach olimpijskich w Chamonix. Zarówno w biegu na 18 km techniką klasyczną jak i konkursie skoków rywalizację ukończył na piątej pozycji. Za swoje osiągnięcia został nagrodzony medalem Holmenkollen w 1925 roku. W latach 1920 i 1925 zajmował trzecie miejsce w kombinacji podczas Holmenkollen Ski Festival.

## Osiągnięcia w kombinacji

### Mistrzostwa świata
| Miejsce | Dzień    | Rok  | Miejscowość | Konkurencja   | Wynik zwycięzcy | Strata     | Zwycięzca            |
| ------- | -------- | ---- | ----------- | ------------- | --------------- | ---------- | -------------------- |
| 3.      | 4 lutego | 1926 | Lahti       | Indywidualnie | 37,125 pkt      | -3,998 pkt | Johan Grøttumsbråten |

## Osiągnięcia w biegach

### Igrzyska olimpijskie
| Miejsce | Dzień    | Rok  | Miejscowość | Konkurencja             | Wynik zwycięzcy | Strata  | Zwycięzca     |
| ------- | -------- | ---- | ----------- | ----------------------- | --------------- | ------- | ------------- |
| 5.      | 2 lutego | 1924 | Chamonix    | 18 km stylem klasycznym | 1:14:31,4       | +2:26,0 | Thorleif Haug |

## Osiągnięcia w skokach

### Igrzyska olimpijskie
| Miejsce | Dzień    | Rok  | Miejscowość | Konkurencja   | Wynik zwycięzcy | Strata     | Zwycięzca          |
| ------- | -------- | ---- | ----------- | ------------- | --------------- | ---------- | ------------------ |
| 5.      | 4 lutego | 1924 | Chamonix    | Indywidualnie | 18,960 pkt      | -1,436 pkt | Jacob Tullin Thams |

### Mistrzostwa świata
| Miejsce | Dzień    | Rok  | Miejscowość | Konkurencja   | Wynik zwycięzcy | Strata      | Zwycięzca          |
| ------- | -------- | ---- | ----------- | ------------- | --------------- | ----------- | ------------------ |
| 18.     | 4 lutego | 1926 | Lahti       | Indywidualnie | 113,880 pkt     | -34,245 pkt | Jacob Tullin Thams |